# 교향곡 2번 (차이콥스키)
표트르 일리치 차이콥스키의 교향곡에서 2 번 C 단조, Op. 17은 1872년에 작곡되었다. 차이콥스키의 즐거운 작곡 중 하나인 이 곡은 초연부터 성공적이었고 밀리 발라키레프가 이끄는 러시아 5인조로 알려진 러시아 민족주의 작곡가 그룹의 찬사를 받기도 했다. 차이콥스키는 이 작품에서 세 개의 우크라이나 민요를 큰 효과로 사용했다.
초기 성공에도 불구하고 차이콥스키는 교향곡에 만족하지 않았다. 그는 1879-80년에 작품을 광범위하게 수정하여 오프닝 악장을 실질적으로 다시 쓰고 피날레를 단축했다. 이 개정판은 원래 버전의 지지자들도 있었지만 오늘날 일반적으로 연주되는 교향곡의 버전이다. 그 옹호자들 중에는 작곡가의 친구이자 전 학생이었던 타네예프가 있었는데, 그는 그 자신이 저명한 작곡가이자 교육자였다.

## 형태
1. Andante sostenuto—Allegro vivo (C minor).
솔로 호른이 이 악장의 분위기를 조성한다. 차이콥스키가 음악 발전 부분에서 다시 소개하고, 악장이 끝날 때 호른이 다시 한 번 연주한다.

다소 활기찬 두 번째 주제는 니콜라이 림스키코르사코프가 그의 "[러시아 부활절 축제 서곡]"에서 후속적으로 사용한 멜로디를 사용한다. 상대적인 E-flat 장조로 박람회의 끝은 두 주제에서 나온 자료들을 들을 수 있는 개발로 이어진다.
2. Andantino marziale, quasi moderato (E♭ major).
3. Scherzo. Allegro molto vivace (C minor).
이 악장은 실제 민요를 인용하는 것이 아니라 전체적인 성격에서 민요처럼 들린다. 그것은 "[다 카포]" 스케르조와 코다를 가진 트리오의 형태를 취한다.
4. Finale. Moderato assai—Allegro vivo (C major).
짧은 팡파르 이후 차이콥스키는 민요를 인용하여 오케스트라를 위해 점점 더 복잡하고 다채로운 변주곡으로 변주한다. 교향곡은 다채롭고 생동감 넘치는 코다로 마무리된다.

## 참고 문헌
1. 1 2  Brown, Tchaikovsky: The Early Years, 259-260